# Paul Peters (SP)
Paul Willem Jacques Peters (Nijmegen, 31 juli 1942 – Utrecht, 13 november 2024) was een Nederlands politicus en hoogleraar en hoofdinspecteur levensmiddelen van de Keuringsdienst van Waren. Bij de Eerste Kamerverkiezingen 2007 werd hij namens de Socialistische Partij in de Eerste Kamer der Staten-Generaal gekozen. Hij nam afscheid van de Kamer op 7 juni 2011.
Peters studeerde diergeneeskunde aan de Rijksuniversiteit Utrecht en foetale- en kinderpathologie aan de Erasmus Universiteit Rotterdam. In 1981 promoveerde hij op een teratologisch onderwerp (geneeskunde). Hij was van 1995 tot 1998 werkzaam bij de Europese Commissie in Luxemburg als deskundige zeldzame ziekten.
- Bibliothèque nationale de France: cb125621291 (data)
- International Standard Name Identifier: 0000 0001 1604 0750
- Library of Congress Control Number: n85128317
- Nationale Bibliotheek van Israël: 987007330510005171
- Nederlandse Thesaurus van Auteursnamen: 068540760
- Parlement.com: vhjogfpub8z1
- Virtual International Authority File: 287911389